# آهو یائتو
آهو یاغتو (به ترکی استانبولی: Ahu Yağtu؛ زاده ۱۱ ژوئیه ۱۹۷۸) بازیگر و مدل اهل ترکیه است. وی به‌خاطر ایفای نقش شخصیت جانان در مجموعه تلویزیونی گوزل شناخته شده‌است. همچنین در مجموعه تلویزیونی خواهر و برادرانم نقش سوزان را ایفا کرد. وی برنده جایزه «نماد استایل سال ۲۰۱۳» در جوایز استایل ال ترکیه شد.